# For Your Validation
For Your Validation es el segundo extended play (EP) de la cantautora británica Alessi Rose. Lanzado el 17 de enero de 2025 por AWAL y compuesto por seis pistas, el EP fue seguido por cinco sencillos, incluidos «Oh My», «Imsochillandcool», «Pretty World» y «Start All Over», y contó con contribuciones de escritura y producción de Tommy Baxter, Audrey Hobert y Charlie Hugall. El EP se promocionó con una gira que agotó sus entradas en diez minutos y recibió una recepción crítica positiva.

## Historia
Rose grabó For Your Validation entre enero y junio de 2024 y lo escribió sobre los síntomas de su TOC, habiendo escrito también su primer EP – Rumination as Ritual de 2024 – sobre su condición. El 16 de septiembre de ese año, lanzó el sencillo principal «Oh My», una canción de pop alternativo que coescribió con su productor Tommy Baxter. Lanzada junto con un video dirigido por Phoebe Lettice Thompson, la canción fue escrita sobre comenzar a amar a alguien pero sentirse inseguro y querer ser exactamente la pareja adecuada. Dork calificó la canción como la 92.ª mejor del año, con Dan Harrison escribiendo que la canción «se mete en tu conciencia con la confianza de alguien que sabe que está a punto de convertirse en tu nueva cosa favorita», mientras que Stuart Clark de Hot Press escribió en enero de 2025 que versos como He gives me head while I've been losing mine están «garantizados para hacer sonrojar a tu tía Bridie».
Rose anunció el EP en octubre de 2024 junto con la canción futurepop «Imsochillandcool», que fue producida por Couros. Este último lo escribió junto a Pura Bliss y sobre una expareja que la reemplaza. Thompson también produjo un vídeo para la canción. Robin Murray de Clash describió la canción como «una explosión de modesta destreza digi-pop, una que grita desde el corazón». Más tarde ese mes, anunció una gira de once fechas por Europa para promocionar el EP, que se agotó en diez minutos, lo que impulsó a Rose a reservar más fechas y mejorar varios de los lugares. En diciembre de 2024, lanzó «Pretty World», que había escrito con su productor Charlie Hugall durante sus primeros shows en vivo sobre la sensación de éxito que experimentó después de actuar. Jenessa Williams, de The Forty-Five, describió la canción como una combinación de «country, pop barroco y el melodrama del emo».
En enero de 2025, Rose lanzó por sorpresa «Start All Over», en la que Rose y Audrey Hobert escribieron sobre querer que la persona que les gusta dé el primer paso. Josh Scarbrow produjo la canción. Anagricel Duran de NME escribió que la canción «abre con un suave riff de guitarra que recuerda al country y rápidamente pasa a un ritmo pop». Rose lanzó el EP en AWAL el 17 de enero de 2025, habiendo para entonces lanzado el tema de cierre del EP, «Don't Ask Questions», como sencillo. El EP también contenía «Oh My», «Imsochillandcool», «Pretty World», «Start All Over» y una nueva canción, «IKYK». «Don't Ask Questions» trata sobre descubrir que la exnovia de su pareja no se parecía a ella y optar por no investigar más, mientras que «IKYK» trata sobre sentimientos no expresados y fue descrita por Emily Savage de DIY como una combinación de «voces salpicadas de vocoder», «líneas de bajo propulsivas y percusión en cascada».
Para celebrar el lanzamiento del EP, Rose organizó una fiesta para una selección aleatoria de sus fanes y cuentas de fanes. Kelsey Barnes de The Line of Best Fit consideró que «Don't Ask Questions» fue uno de los puntos fuertes del EP, mientras que escribió que el EP rebosaba de «honestidad absoluta e ingenio contagioso» y Felicity Newton de Dork lo describió como un «testimonio de la destreza de Alessi Rose como compositora».

## Lista de canciones
| Lista de canciones de For Your Validation |                       |                          |               |          |  |
| N.º                                       | Título                | Escritor(es)             | Productor(es) | Duración |  |
| 1.                                        | «Oh My»               | Alessi Rose Tommy Baxter | Baxter        | 3:23     |  |
| 2.                                        | «Start All Over»      | Rose Audrey Hobert       | Josh Scarbrow | 3:26     |  |
| 3.                                        | «IKYK»                | Rose Adam Yaron          | Yaron         | 2:47     |  |
| 4.                                        | «Imsochillandcool»    | Rose Couros Sheibani     | Sheibani      | 3:26     |  |
| 5.                                        | «Pretty World»        | Rose Charlie Hugall      | Hugall        | 3:41     |  |
| 6.                                        | «Don't Ask Questions» | Rose Mike Wise           | Wise          | 3:15     |  |
| 19:57                                     |                       |                          |               |          |  |

## Personal
Músicos
- Alessi Rose - voz (todas las pistas)

Técnicos
- Stuart Hawkes - masterización (todas las pistas)
- Joe Hartwell-Jones - mezcla de audio (todas las pistas)